# آرتور هایدز
آرتور هایدز (انگلیسی: Arthur Hydes; ۲۴ نوامبر ۱۹۱۱ – ۱ ژانویهٔ ۱۹۹۰) بازیکن فوتبال اهل بریتانیا بود.
از باشگاه‌هایی که در آن بازی کرده‌است می‌توان به باشگاه فوتبال لیدز یونایتد و باشگاه فوتبال نیوپورت کانتی اشاره کرد.